# Tania Fox
Tania Fox (* 9. Juli 1993 in Kiew) ist eine ukrainisch-US-amerikanische Theater- und Filmschauspielerin. Unter dem Pseudonym Emily Bloom tritt sie außerdem als Pornodarstellerin, Webcam-Model und Erotikmodel in Erscheinung.

## Leben
Fox wurde am 9. Juli 1993 in Kiew geboren. Von 2010 bis 2014 studierte sie an der Kyiv National University of Culture and Arts Darstellende Künste, die sie mit dem Bachelor of Fine Arts verließ. Anschließend bis 2016 machte sie ihren Master of Fine Arts an der New York Film Academy in New York City. Während ihres Studiums in Kiew wirkte sie in einigen Fernseh- und Filmproduktionen mit und spielte am Theater der Kiewer Nationalen Universität für Bauwesen und Architektur.
Ab 2012 begann sie mit ersten Arbeiten in der Erotikindustrie. Im April 2016 posierte sie für Playboy Plus. Im Juni 2016 wurde sie zum Playboy Cybergirl des Monats gekürt. 2020 wurde sie mit dem AVN Award in der Kategorie Favorite Webcam / Cam Girl ausgezeichnet.
In den USA erfolgten ab 2016 Besetzungen in einigen Kurzfilmen. 2017 stellte sie in dem Film Puppet Master: Axis Termination mit der Rolle der Elisa Ivanov einer der weiblichen Hauptrollen dar. Der Film feierte seine Premiere in den USA am 15. September 2017. Am 1. Februar 2019 erschien der Film in Deutschland im Videoverleih. 2020 übernahm sie die weibliche Hauptrolle der Elisa im Horrorfilm Blade the Iron Cross, der ab Juli desselben Jahres auf Amazon Prime und im Videoverleih erschien. 2020 war sie außerdem im Katastrophenfilm Apocalypse of Ice – Die letzte Zuflucht in der Rolle der Andrea zu sehen. 2022 war sie im Science-Fiction-Mockbuster Shark Side of the Moon in eine der weiblichen Hauptrollen als Akula zu sehen.

## Filmografie (Auswahl)
- 2013: Vitalka (Fernsehserie)
- 2016: Hello, Erick (Kurzfilm)
- 2016: There's Blood in the Punch Bowl
- 2016: The Ring (Kurzfilm)
- 2016: Pieces (Kurzfilm)
- 2017: Puppet Master: Axis Termination
- 2018: LA to Vegas (Fernsehserie, Episode 1x07)
- 2018: Housesitters
- 2018: Anna and Dan (Kurzfilm)
- 2019: Unsynced (Kurzfilm)
- 2019: Fire Creep (Kurzfilm)
- 2019: Room 8 (Kurzfilm)
- 2019: Artefact (Kurzfilm)
- 2019: Fair Maiden (Kurzfilm)
- 2019: It's not me (Kurzfilm)
- 2019: It’s Always Sunny in Philadelphia (Fernsehserie, Episode 14x01)
- 2019: Broken Skin (Kurzfilm)
- 2019: Seven deadly Sins
- 2020: Choke
- 2020: Blade the Iron Cross
- 2020: Attack of the Unknown
- 2020: Apocalypse of Ice – Die letzte Zuflucht (Apocalypse of Ice)
- 2022: Shark Side of the Moon
- 2023: Transmorphers 2: Kriegsbestien-Mech (Transmorphers: Mech Beasts)

## Theater (Auswahl)
- Hamlet, Regie: Mykhailo Barnych (KNUCA)
- Zamarashka, Regie: Mykhailo Barnych (KNUCA)
- And quiet the Don flows, Regie: Mykhailo Barnych (KNUCA)
- Seagull, Regie: Mykhailo Barnych (KNUCA)
- Truly Madly Deeply, Regie: David Robinette (Hudson Theatre)
- This Whole Things is Nuts, Regie: Denis McCourt (ACME Comedy Hollywood)

## Auszeichnungen
- 2020: AVN Award Favorite Webcam / Cam Girl[7]